# Tien Feng
Dans ce nom chinois, le nom de famille, Tien, précède le nom personnel.
Tien Feng (chinois : 田丰 ; pinyin : tián fēng ; zhuyin : ㄊ〡ㄢˊ ㄈㄥ, né Tien Yu-Kun (chinois traditionnel : 田毓锟 ; pinyin : tián yùkūn ; zhuyin : ㄊ〡ㄢˊ ㄩˋ ㄎㄨㄣ) le 4 juin 1928, à Zhengzhou, dans la province du Henan, en République de Chine (1912-1949) et mort le 22 octobre 2015 à Hong Kong, est un acteur de cinéma chinois ayant principalement travaillé à Taïwan et Hong Kong. Il a joué dans plus d'une centaine de films de genres divers, et tourné une poignée de films en tant que réalisateur.

## Filmographie
Il a tourné plus d'une centaine de films dont :
- 1962 : La Concubine magnifique (figurant)
- 1964 : The Story of Sue San
- 1965 : Sons of Good Earth
- 1966 : Le Trio magnifique
- 1967 : My Dream Boat
- 1967 : Rape of the Sword
- 1967 : Un seul bras les tua tous
- 1968 : The Silver Fox
- 1969 : Le Bras de la vengeance
- 1970 : Brothers Five
- 1970 : The Secret of the Dirk
- 1971 : Vengeance of a Snow Girl
- 1972 : La Fureur de vaincre
- 1972 : La Main de fer
- 1972 : Les 14 Amazones
- 1973 : L'Auberge du printemps
- 1979 : La Rage du vainqueur
- 1979 : Legend of the Mountain
- 1979 : Raining in the Mountain
- 1980 : La Danse du lion
- 1980 : The Sword
- 1982 : All the King's Men
- 1982 : Dragon Lord
- 1985 : Un temps pour vivre, un temps pour mourir
- 1986 : Le Syndicat du crime
- 1989 : Big Brother
- 1990 : Song of Exile
- 1990 : No Risk, No Gain
- 1991 : Don't Fool Me
- 1992 : Gun n' Rose
- 1993 : Green Snake
- 2004 : Eros
- 2004 : Love of May